# 捨てられて
「捨てられて」（すてられて）は、1995年3月24日に発売された長山洋子のシングル。演歌歌手として7枚目（アイドル歌手時代を含めると24枚目）のシングルである。

## 解説
- NHK『コメディーお江戸でござる』オリジナルソング。
- オリコンチャートでの週間最高位は32位だったが、100位以内には通算48週間ランクイン。売上は32.5万枚を記録し、1993年の「蜩 - ひぐらし -」に次ぐヒット曲となった。
- 1995年の第28回日本有線大賞受賞曲。同じく同年末の第37回日本レコード大賞では優秀作品賞と作曲賞を獲得した。
- 同年の「第46回NHK紅白歌合戦」で2年ぶりの紅白出場を果たした。

## 収録曲
1. 捨てられて（4分9秒）
作詞：鈴木紀代／作曲：桧原さとし／編曲：伊戸のりお
2. ふたたびの恋（4分00秒）
作詞：ありそのみ／作曲：桧原さとし／編曲：川村栄二